# Jiří Miroslav Procházka
Jiří Miroslav Procházka (* 1988 Brno) je český zpěvák klasické hudby a hudební skladatel, člen kvintetu v rámci Czech Ensemble Baroque. Zpívá bas nebo baryton.
Začínal v dětském sboru Kantiléna, poté vystudoval zpěv na brněnské konzervatoři. Pokračoval na VŠMU v Bratislavě a roku 2013 absolvoval na HAMU v Praze u Martina Bárty. Od téže doby je stálým hostem Janáčkovy opery v Brně, přičemž spolupracuje s řadou dalších hudebních institucí.
Je držitelem řady ocenění, např. vítězství v soutěži Bohuslava Martinů, v soutěži konzervatoří ČR, v Mozartově soutěži ČR nebo soutěži Olomouc 2006. Uspěl také na soutěži ACT v Londýně (2. místo).
Věnuje se i kompozici, v níž se zdokonaluje samostudiem. Skládá hlavně komorní hudbu.